# Tetramorium ultor
Tetramorium ultor  (лат.) — вид муравьёв рода Tetramorium из подсемейства Myrmicinae (Formicidae).

## Распространение
Африка: Замбия, Зимбабве, Кения, Мозамбик, Танзания.

## Описание
Мелкие земляные муравьи; длина рабочих 3—4 мм. Отличаются от близких видов (Tetramorium decem, Tetramorium venator) более мелкими размерами, одноцветной окраской и относительно более мелкими глазами. Блестящие, сверху слабо скульптированные. Длина головы рабочих (HL) 0,62–0,70 мм, ширина головы (HW) 0,48–0,58 мм. Голова с субпараллельными почти прямыми боками. Основная окраска тела светло-коричневая. Усики рабочих и самок 10-члениковые. Усиковые бороздки хорошо развиты, длинные. Боковые части клипеуса килевидно приподняты около места прикрепления усиков. Жвалы широкотреугольные с зубчатым жевательным краем. Стебелёк между грудкой и брюшком состоит из двух члеников: петиолюса и постпетиолюса (последний четко отделен от брюшка), жало развито, куколки голые (без кокона). Заднегрудка с 2 короткими и широкими проподеальными шипиками. Брюшко гладкое и блестящее. Гнездятся в земле.

## Таксономия
Включён в видовую группу Tetramorium decem species group. Вид был впервые описан в 1913 году швейцарским мирмекологом Огюстом Форелем (Швейцария) в составе подрода Decamorium в качестве ирнфравидовой формы Tetramorium (Decamorium) decem var. ultor Forel, 1913. В 1922 году в связи повышением статуса подрода до отдельного рода (Wheeler W.M., 1922), рассматривался в его составе. В 2014 году получил отдельный видовой статус.